# Осада Дорогобужа
Осада Дорогобужа — осада частями русской армии, находившихся под командованием воевод Фёдора Сухотина и Александра Лесли, крепости Дорогобуж в октябре 1632 года в ходе Смоленской войны.
20 июня 1632 года после очередного созыва Земского собора Россия объявила войну Речи Посполитой, намереваясь вернуть Смоленск и территории, утраченные в ходе русско-польской войны 1609—1618 годов.
Продвижение русских войск проходило очень медленно: лишь 9 августа они выступили из Москвы и 30 сентября вторглись на территорию вражеского государства. В то время численность русской армии составляла 60 000 человек, 25 000 из которых, имевших на вооружении 158 пушек, находились в распоряжении воеводы Шеина. В связи с ухудшением климатических условий и образованием осенней распутицы приходилось продвигаться не спеша, и лишь 6 октября русские миновали Вязьму. Шеин отдал приказ воинским формированиям, осуществлявшим прикрытие основной части войск, под командованием Сухатина и Лесли, о наступлении на Дорогобуж и овладении им в дальнейшем, с целью ликвидации тем самым преград, препятствовавших продвижению в сторону Смоленска.
Весной 1632 года по приказу воеводы Гонсевского был возведён ряд укреплений на территории г. Дорогобуж. В состав польского гарнизона входили: 100 тяжёлых кавалеристов, 200 пехотинцев и отряд запорожских казаков, находившиеся под командованием Ежи Лускины.
14 октября частями русской армии был ликвидирован мост, ведущий в город, путём его сожжения и уничтожена бо́льшая часть жителей Дорогобужа. Поляки отступили в замок, располагавшийся на близлежащем холме. 28 октября русские заняли и его. 30 октября в город вступила основная группировка под командованием Шеина. С того времени крепость служила основной продовольственной базой, откуда осуществлялось пищевое снабжение русских войск.